# L'Annonciation (Lochner)
Pour les articles homonymes, voir Annonciation (homonymie).
L'Annonciation (ou La Vierge Marie) est une peinture sur panneau de l'artiste allemand Stefan Lochner. Elle est conservée au musée Wallraf-Richartz de Cologne.

## Description
Il s’agit probablement des panneaux extérieurs d'un retable perdu. Celui de gauche montre la Vierge, plutôt conventionnelle, recevant la voix du Saint-Esprit, qui plane au-dessus d'elle sous la forme d'une colombe. Un vase derrière elle contient un lys. Ses vêtements blancs et la fleur représentent sa virginité. Il semble influencé par des panneaux similaires de Jan van Eyck, L'Agneau Mystique de Gand.